# فاسيت (كيبك)
فاسيت (بالإنجليزية: Fassett, Quebec)‏ هي بلدية محلية في كيبيك تقع في كندا في Papineau Regional County Municipality. يقدر عدد سكانها بـ 451 نسمة ومساحتها 15.50 كم2 .